# Cornelia de Rijck
Cornelia de Rijck (Amsterdam, 11 oktober 1653 - Amsterdam, 4 oktober 1726) was een schilder in Amsterdam. Zij was gespecialiseerd in (water)vogels en hoenders, al of niet gesitueerd op een erf van een boerderij of tuin.

## Leven
Cornelia was het derde kind van Dirck Jansz. de Rijck en Ariaantje Wessels. Er waren nog ten minste vier broers en een zus. Een ouder zusje stierf als baby. Cornelia trouwde in 1688, 35 jaar oud, met Gerrit van Goor, een portret- en genreschilder. Zij hadden drie kinderen: Adriana 1690, Abigael 1692 en Dirck 1694/5, vermoedelijk kort geleefd. Van Goor sterft in 1695/96. 
Op 3-2- 1697 trouwde zij met Simon Schijnvoet (1652 - 1727), dienaar van de schout, amateur (tuin-)architect en verzamelaar. Zij kregen samen een dochter: Cornelia (1698).

## Carrière
Een gesigneerd en gedateerd doek uit 1690 maakt duidelijk dat zij een zelfstandig schilder was. Daarnaast had zij een handel in verven. Dit komt ter sprake in de huwelijkse voorwaarden bij haar tweede huwelijk. Ook heeft zij leerlingen gehad zoals Gerard Rademaker (1672 - 1711).

## Werken
Weinig werk van de Rijck is bewaard gebleven of herkend. De meeste bevinden zich in de kunsthandel of privécollecties.

Omschrijving van één werk: Eenden voor een landschap met landhuis, gesigneerd, ongedateerd

In Stockholm bevindt zich een verzameling van 116 tekeningen van haar hand. Een catalogus van de verzameling Surinaamse vlinders en insecten van Schijnvoet.

## Dood
Cornelia de Rijck stierf in 1726. Er werden verschillende grafschriften voor haar geschreven. Deze zijn opgenomen in het stamboek van haar echtgenoot.
- Biografisch Portaal: 12385693
- Gemeinsame Normdatei: 1301071056
- RKD-Nederlands Instituut voor Kunstgeschiedenis: 66923
- Union List of Artist Names: 500006180
- Virtual International Authority File: 95718481